# Ste. Catherine British Cemetery
Ste. Catherine British Cemetery is een begraafplaats gelegen in de Franse plaats Sainte-Catherine (Pas-de-Calais) (Pas-de-Calais). De militaire graven worden onderhouden door de Commonwealth War Graves Commission.
De begraafplaats telt 335 geïdentificeerde graven waarvan 334 Gemenebest graven uit de Eerste Wereldoorlog en een overig graf uit de Eerste Wereldoorlog.